# Discocelides langi
Discocelides langi is een platworm (Platyhelminthes). De worm is tweeslachtig. De soort leeft in het zoute water.
Het geslacht Discocelides, waarin de platworm wordt geplaatst, wordt tot de familie Plehniidae gerekend. De wetenschappelijke naam van de soort werd voor het eerst geldig gepubliceerd in 1893 door Bergendal.